# Cá thực phẩm

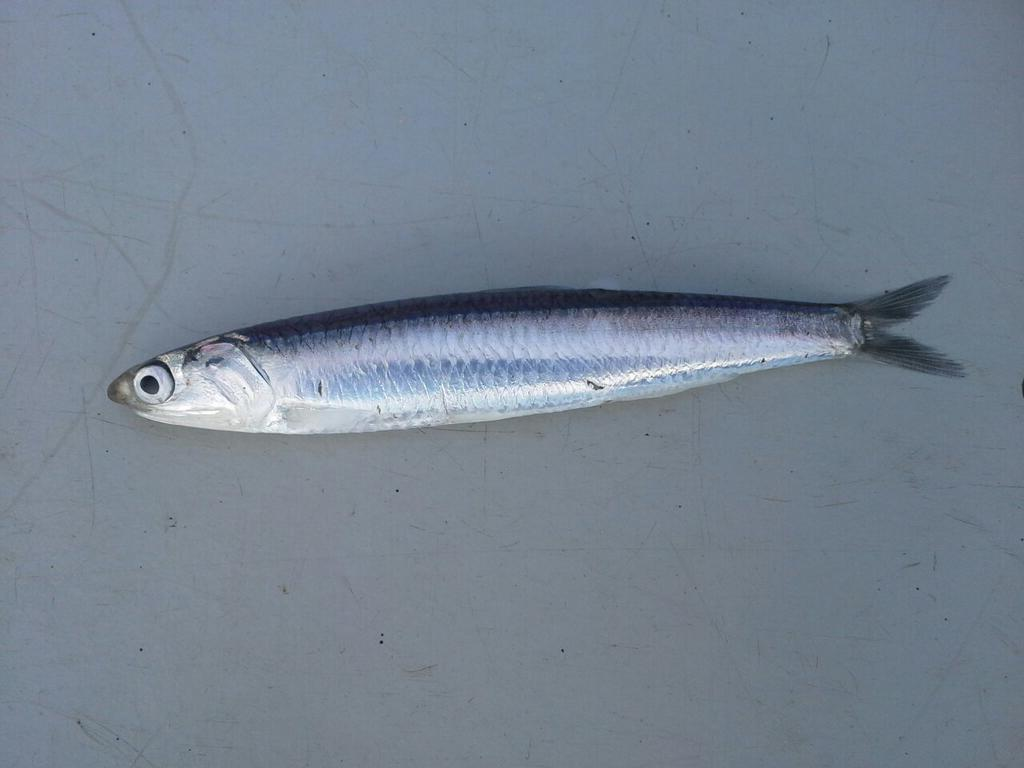
Cá mồi

Cá thực phẩm, còn được gọi là cá thức ăn hoặc cá mồi, là những con cá biển khơi nhỏ đóng vai trò là thức ăn của những kẻ săn mồi như các loài cá lớn hơn, chim biển và thú biển.

## Khái yếu
Động vật ăn thịt bao gồm các loài cá khác lớn hơn, chim biển và động vật có vú biển. Cá mồi đại dương xếp trên của chuỗi thức ăn trước sinh vật phù du và chúng thường ăn sinh vật phù du bằng cách lọc thức ăn. Chúng bao gồm các loài cá đặc biệt của họ Clupeidae như cá trích, cá mòi, cá mòi dầu, cá cơm, cá trứng và cá trích cơm. Các con cá mồi bù đắp cho kích thước nhỏ bằng cách thành lập thành từng đàn cá rất lớn. Một số bơi và phối hợp đồng bộ với nhau tạo thành một mẻ lưới với miệng mở để lọc và ăn sinh vật phù du.
Những đàn cá lớn như thế này lại trở thành nguồn thực phẩm tuyệt vời cho các động vật ăn thịt ở biển ví dụ như cá voi chỉ cần há miệng và nuốt chửng cả đàn cá mồi. Trong thời gian gần đây, nhiều người trong ngành thủy sản khai thác các loại hải sản cỡ lớn đã trở nên hao hụt. Để bù lại, ngành công nghiệp đánh bắt cá lại hướng vào những đàn cá mồi này.

## Hình ảnh

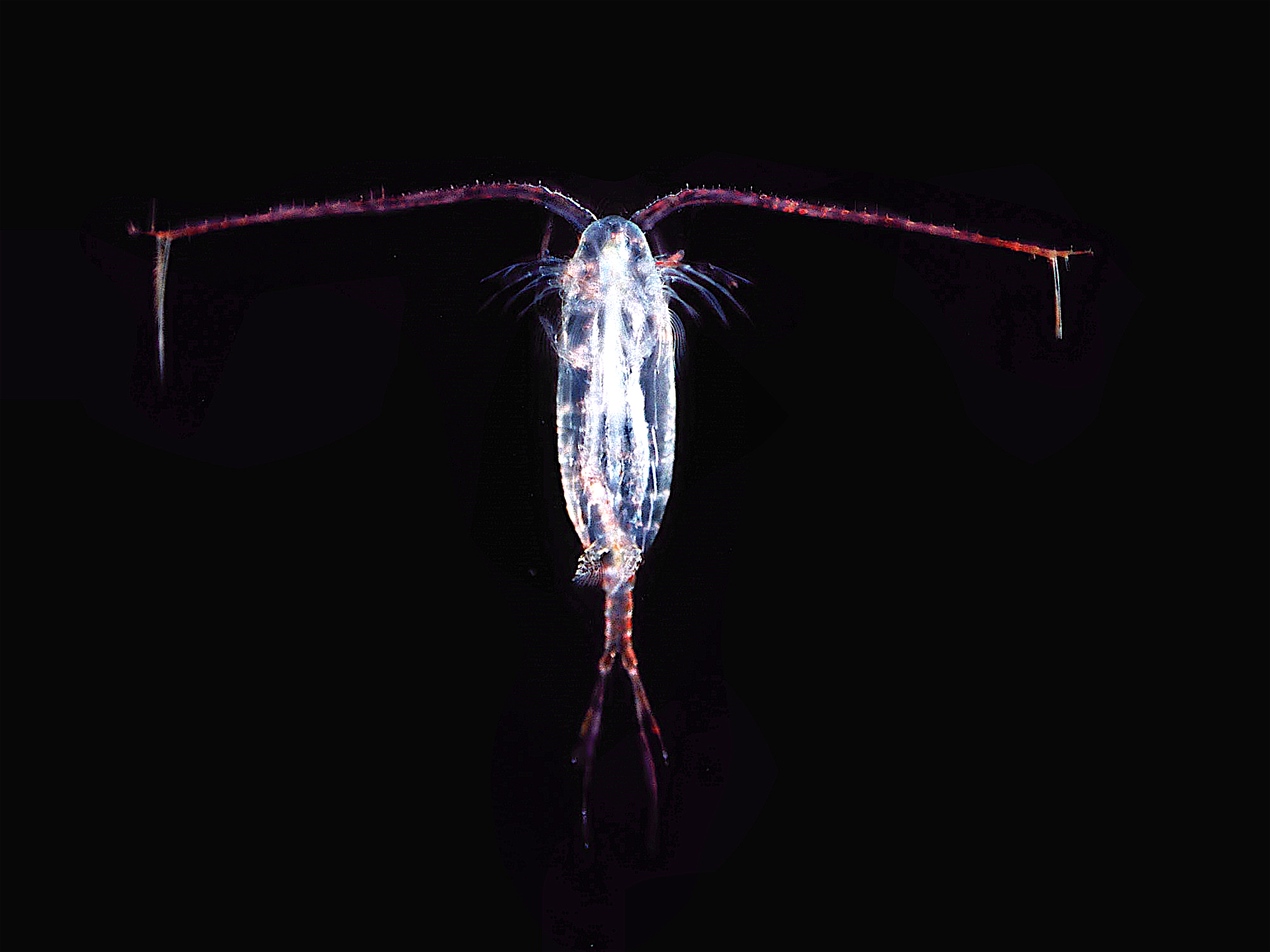

|           |                      |                |
| Anchovies | Caribbean reef squid | Cá mòi dầu     |
|           |                      |                |
| Cá mòi    | Tôm                  | Northern krill |

|               |                |         |
| Phytoplankton | Dinoflagellate | Diatoms |

|                |                              |                           |
| Segmented worm | Tiny shrimp-like crustaceans | Juvenile planktonic squid |

|                |               |                        |
| Golden shiner  | Killifish     | Southern redbelly dace |
|                |               |                        |
| Chinese minnow | Swarm of carp | Twaite shad            |

|          |        |              |
| Cá ngừ   | Cá mập | Striped bass |
|          |        |              |
| Báo biển | Cá heo | Gannet       |